# اوستر توتن
اوستر توتن (به لاتین: Østre Toten) یک شهرداری در نروژ است که در اوپلاند (نروژ) واقع شده‌است. اوستر توتن ۵۶۲ کیلومتر مربع مساحت و ۱۴٬۶۵۷ نفر جمعیت دارد.